# McCartney Kessler
McCartney Kessler (n. 8 iulie 1999, Calhoun⁠(d), Georgia, SUA) este o jucătoare de tenis americană. Cea mai bună clasare a sa la simplu este locul 42, în iunie 2025 și locul 152 la dublu, în martie 2025. Kessler a câștigat trei titluri de simplu în cadrul WTA Tour.